# Rabou
Rabou ist eine französische Gemeinde im Département Hautes-Alpes in der Region Provence-Alpes-Côte d’Azur. Sie gehört zum Arrondissement Gap und zum Kanton Veynes.

## Geografie
Rabou liegt in den französischen Seealpen, im Südosten des Bergmassivs Massif du Dévoluy. Der Wildwasserfluss Petit Buëch kommt vom Norden und begibt sich auf dem tiefsten Punkt der Gemeindegemarkung auf 1020 m nach La Roche-des-Arnauds. Unter den Bächen, die er aufnimmt, sind der Ruisseau de Conode und der Torrent de l’Escout. Die angrenzenden Gemeinden sind Gap im Norden, Osten und Südosten, La Roche-des-Arnauds im Südwesten und Westen sowie Dévoluy im Nordwesten.
Die Gemeinde Rabou war zwischen dem 1. Januar 1973 und dem 13. Februar 1983 in die Gemeinde La Roche-des-Arnauds eingegliedert.

## Bevölkerungsentwicklung
| Jahr      | 1962 | 1968 | 1975 | 1982 | 1990 | 1999 | 2006 | 2016 |
| --------- | ---- | ---- | ---- | ---- | ---- | ---- | ---- | ---- |
| Einwohner | 35   | 34   | 33   | 31   | 46   | 67   | 76   | 76   |

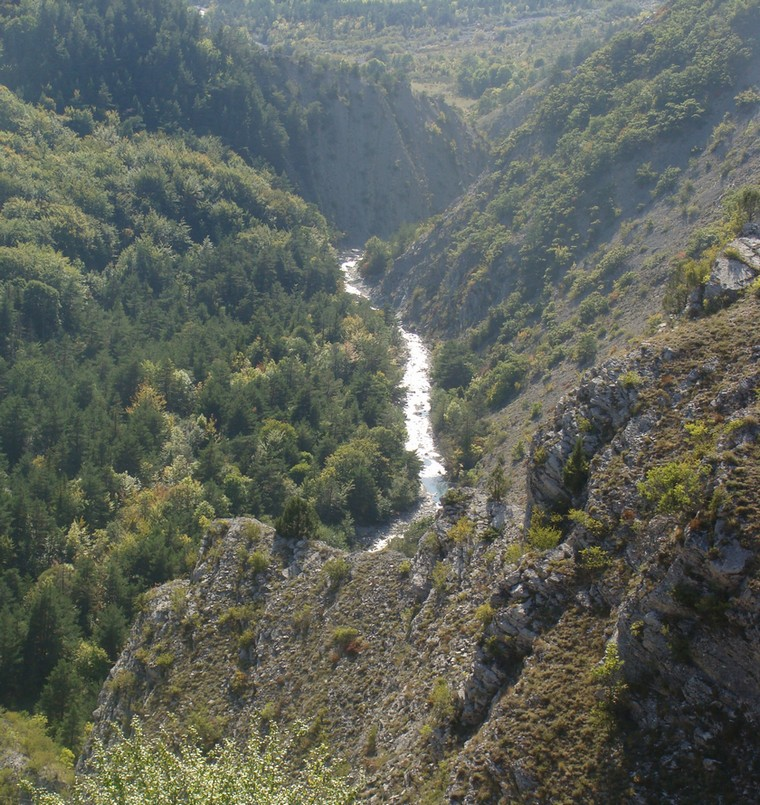
Gebirgsfluss Petit Buëch
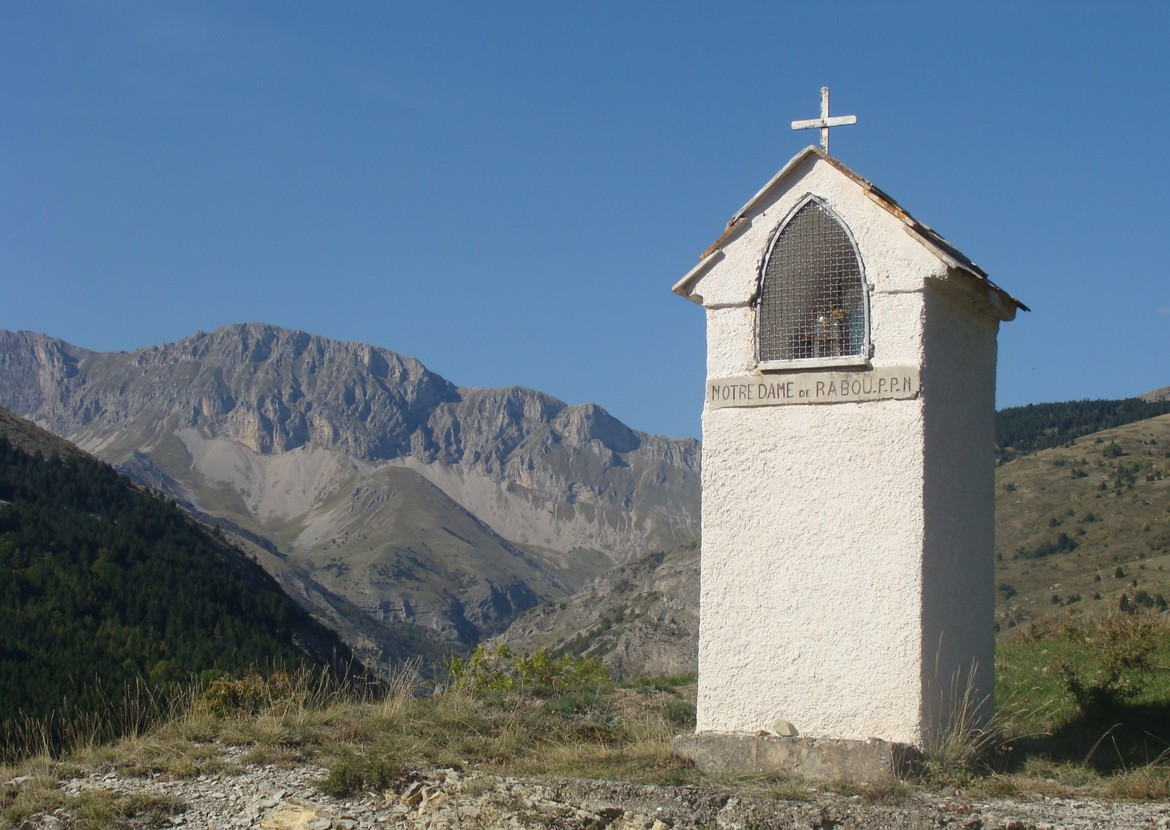
Oratorium
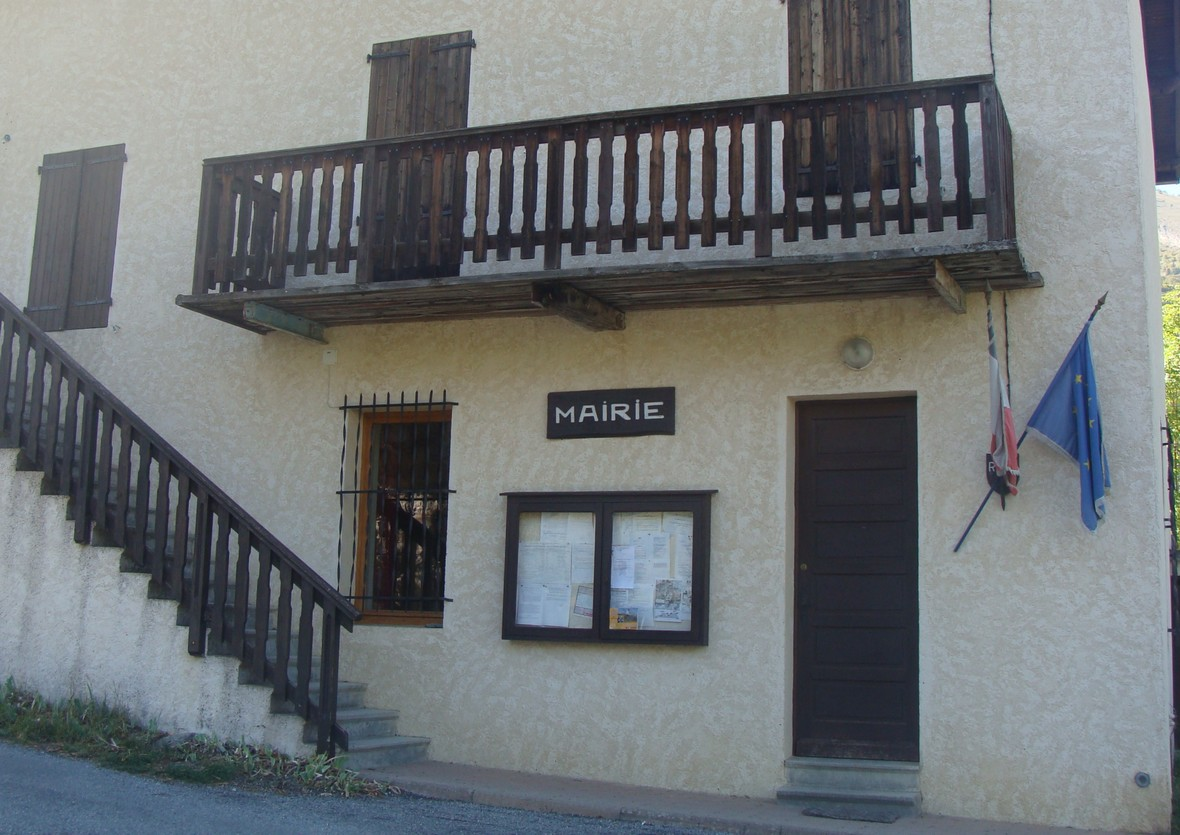
Mairie Rabou